# Defender (groupe)
Pour les articles homonymes, voir Defender.
Defender est un groupe néerlandais de power et speed metal, originaire de Beverwijk, actif entre 1984 et 1990, puis en 2007.

## Histoire
Le groupe est formé vers la fin de l'année 1984, après que le guitariste Bart van Rixel a quitté son précédent groupe, Hammerhawk. Lors d'un concert de Queensrÿche à Amsterdam, van Rixel rencontre Remco Bouwens, qui rejoint le groupe en tant que batteur. Peu de temps après, le chanteur Simon Menting et le bassiste Harm Noort rejoignent le groupe, à la suite de quoi le groupe se rend début 1985 au studio Oktopus pour enregistrer sa première démo, qui sort la même année sous le nom de Tales of the Unexpected. Peu après l'enregistrement, Jozzy Baltus rejoint le groupe en tant que guitariste supplémentaire. La publication est suivie de concerts avec Agent Steel et Mad Max, ainsi que Martyr, Allied Forces, Hammerhawk et Cyclone en 1985 et 1986. Grâce à ces concerts, le groupe obtient un contrat avec Metalloid Records. En hiver 1985, des enregistrements tests ont lieu au studio Silvox. Cependant, après la sortie du nouvel album de Martyr, le label n'avait plus assez d'argent pour publier un album pour Defender. En été 1986, le guitariste Baltus quitte le groupe et est remplacé par Stef Köhler, âgé de 15 ans. En septembre de la même année, le guitariste van Rixel quitte le groupe, si bien que le groupe ne donne aucun concert pendant un an. En automne 1986, lors d'un concert d'Angantyr à Alkmaar, le groupe remarque le guitariste Henk Verheul, qu'il a alors enregistré.
En 1987, l'EP City ad Mortis suit, après quoi le groupe se compose du chanteur Simon Menting, des guitaristes Henk Verneul et Stef Köhler, du batteur Remco Bonsma et du bassiste Haarm Nort. La publication est suivie de plusieurs concerts. L'EP fait également l'objet d'une critique dans Rock Hard. Par la suite, le bassiste Noort quitte le groupe et est remplacé par Arwin Vengers. Après avoir travaillé sur d'autres chansons, le groupe se rend au studio Silverfox pour enregistrer le single Journey to the Unexpected, qui sort en 1989. En outre, le groupe part en tournée aux Pays-Bas avec Jewel. Grâce à l'aide de collaborateurs du magazine Aardschok, le groupe obtient une tournée avec Toxic. La tournée commence en janvier 1990 à Katwijk, où le groupe avait joué avec Agent Steel un an auparavant. Avec leur single, le groupe s'adresse également à plusieurs labels. Comme le groupe ne réussit pas à obtenir de contrat, il se sépare en 1990,. 
Le groupe se reforme en 2007, et donne à nouveau des concerts. La même année, le groupe joue au Keep It True. Cependant, il se sépare une nouvelle fois la même année.

## Style musical
Dans les années 1980, le groupe joue un power metal rapide et technique, comparable au style musical de Savage Grace et aux anciens morceaux d'Helloween. 

## Discographie
- 1985 : Tales of the Unexpected (démo)
- 1987 : City ad Mortis (EP, CBS Records)
- 1989 : Journey to the Unexpected (single)
- 2001 : Remaining Tales (compilation, CBS Records)